# Myioborus
Myioborus là một chi chim trong họ Parulidae.